# Ptychamalia ariana
Ptychamalia ariana är en fjärilsart som beskrevs av Ebert 1965. Ptychamalia ariana ingår i släktet Ptychamalia och familjen mätare. Inga underarter finns listade.